# La Liste (South Park)
Pour les articles homonymes, voir La Liste.
La Liste (The List en VO) est le quatorzième épisode de la onzième saison de la série animée South Park, ainsi que le 167e épisode de l'émission.

## Résumé
Les garçons apprennent de Butters que les filles détiennent une liste classant les garçons selon leur beauté. Cartman fait alors tout pour obtenir ladite liste. Bébé refusant de la donner, il se lance avec cinq autres dans l'opération « Qui ne peut logiquement pas foirer » : Nelly, la gardienne de la liste, sera distraite par Craig puis Butters lui lattera les couilles, et Kenny attrapera le papier. L'opération échoue, « car les filles n'ont pas de couilles ». Cartman lance alors l'opération « Ça peut pas rater une deuxième fois » qui effectivement ne rate pas : Kenny réussit à s'emparer du document. Sur la liste, Clyde Donovan est premier, Token, deuxième, Stan, troisième, Kenny, septième, Tweek, huitième, Jimmy, dixième, Butters, onzième, Craig, douzième, Timmy, treizième, Francis, quatorzième, Cartman, quinzième, et Kyle, dernier. Les garçons qui sont bien placés sont soulagés : Stan, Clyde, Token Black et Butters accueillent bien les résultats. Kyle qui croyait s'en moquer est horrifié d'être dernier. Cartman, bien qu'avant-dernier, est tout de suite enchanté d'être devant Kyle.
Butters, tout heureux, annonce la nouvelle à Stephen et Linda Stotch, ses parents, qui sont contents de ne pas avoir à le gronder cette fois. Kyle est dévasté et ses parents ne peuvent rien pour le rassurer. Kyle s'enferme dans sa chambre, malheureux, et Cartman vient frapper à sa fenêtre en disant « Je suis plus beau que toi, Kyle ! »
Le lendemain à l'école Clyde se pointe en tenue sexy et teste sa nouvelle popularité auprès des filles, tandis que Butters arrive avec un T-shirt « #11 » et traite Kyle de « Mocheté » ou de « Gueule de raie ». Kyle est complètement rabaissé au point d'aller manger, sur conseil de Cartman, avec les enfants laids de l'école. Ces derniers stationnent près des poubelles à la récré. Kyle découvre des enfants haineux envers l'école, désireux de la brûler. Il tente de changer les choses mais aucun discours ne peut rendre les gens beaux. Stan ne supporte pas de voir son meilleur ami dans une telle situation, et il va voir Wendy Testaburger. En privé, il lui demande de modifier la liste. On apprend alors que les filles rédigent beaucoup de listes. Mais ce travail est apparemment le résultat d'un processus très compliqué. Stan assiste alors au Conseil des filles, dont la présidente, Bébé, refuse de changer la liste à moins d'avoir une bonne raison de le faire. Wendy est alors chargée d'enquêter sur les résultats.
Kyle, de son côté, commence à envisager de brûler l'école, mais il fait la rencontre du fantôme d'Abraham Lincoln qui lui montre que les gens qui se croient beaux jeunes ne se rendent plus compte de leur personnalité et deviennent des personnes vides et inintéressantes, tandis que les gens laids sont obligés de travailler dur pour obtenir quelque chose et développent ainsi leur personnalité. Abraham renvoie ensuite Kyle chez lui en voiture, mais celui-ci ne semble pas se sentir mieux.
Stan et Wendy découvrent que Rebecca, la fille chargée de compter les votes, s'est apparemment trompée dans ses calculs. Mais lorsqu'ils vont la voir, celle-ci prend un air complètement psychotique et dit à Wendy « Ne pose pas de questions ! Tu pourrais découvrir des trucs que tu veux pas savoir ! » Kyle, lui, semble toujours déterminé à griller l'école malgré sa rencontre avec Abraham Lincoln, et va acheter le matériel nécessaire. Entretemps, les filles du Conseil apprennent la vérité à Wendy et Stan : le père de Clyde tient le magasin de chaussures au supermarché, et il fallait le rendre assez populaire pour qu'il soit possible de sortir avec lui sans être mal vue, tout cela, dans le but d'obtenir des chaussures gratuites. Le classement de la liste a donc été truqué pour placer Clyde en première position. Wendy découvre que Bébé — chef du conseil des filles et grande amatrice de chaussures — est à l'origine de cette mascarade. Wendy menace de tout raconter, mais les filles du comité lui disent qu'il leur suffira de faire une liste de la plus grosse menteuse et de mettre Wendy à la première place. Les filles lui conseillent de laisser tomber l'affaire, mais elle ne l'entend pas de cette oreille, latte les couilles de la vice-présidente et s'empare de la vraie liste.
Stan et Wendy cherchent Kyle qui veut brûler l'école. Ce dernier est sur le toit en train de répandre le propane acheté précédemment. Au moment où tout va être révélé, Bébé menace Wendy et Stan avec un révolver. Wendy a contacté la police qui encercle l'école. Wendy et Bébé se livrent alors une bataille farouche, une balle part. Ni Wendy ni Bébé ne sont blessées, mais Kenny est touché à la tête et meurt en plein repas devant toute la famille.
Finalement Bébé est arrêtée par la police du Comté, et les trois enfants décident de brûler la liste, Kyle refusant de connaître sa véritable place, ne voulant pas devenir quelqu'un de superficiel s'il découvre qu'il est bien classé. Stan et Wendy réalisent qu'ils sont redevenus très proches, ils sont sur le point de s'embrasser, mais Stan vomit à flot sur Wendy, un gag datant du tout premier épisode.